# Đảo King (Tasmania)
King Island (tiếng Việt: Đảo Vua)  là một trong những hòn thuộc bang của Tasmania, Australia. Nó nằm ở Roaring Forties của eo biển Bass, ngoài khơi mũi phía tây bắc của hòn đảo chính của Tasmania, giữa Tasmania và bang lục địa Victoria. Điểm cực nam được gọi là Stokes Point và điểm cực bắc được gọi là Cape Wickham. Có ba hòn đảo nhỏ xung quanh đảo King, đó là đảo New Year và đảo Christmas nằm ở phía tây bắc, và một hòn đảo nhỏ gọi là đảo Councillor về phía đông.
Đảo King được đặt tên theo Thống đốc King của New South Wales, lãnh thổ vào thời điểm đó bao gồm khu vực nay là Tasmania. Khu vực chính quyền địa phương của đảo là vua Hội đồng đảo King. Đảo có diện tích 1098 km², dân số năm 2011 là 1646 người.